# Thompson (jazyk)
Thompson (thompsonem Nłeʔkepmxcín, též Nlaka'pamuctsin, Nlaka'pamux, Nthlakampx) je indiánský sališský jazyk, kterým se mluví v Kanadě (provincie Britská Kolumbie, v kaňonech Fraser Canyon, Thompson Canyon a v údolí Nicola. Také se jím mluví v USA (stát Washington).

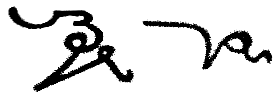
Písmo Duployan shorthand

## Přehled
Thompsonem mluví asi 380 lidí. Píše se nejčastěji latinkou, historicky se psal také písmem Duployan shorthand. V ISO 639-3 má zkratku thp.